# Tropical-Airways-Flug 1301
Der Tropical-Airways-Flug 1301 (Flugnummer IATA: M71301, ICAO: TBG1301) war ein Inlandslinienflug der haitianischen Fluggesellschaft Tropical Airways von Cap-Haïtien nach Port-de-Paix. Am 24. August 2003 verunfallte auf diesem Flug eine Let L-410UVP-E, wobei alle 21 Menschen an Bord ums Leben kamen. Es handelt sich, nach dem Sacha-Awia-Flug 301, um den zweitschwersten Zwischenfall einer Let L-410 sowie um den zweitschwersten Flugunfall in Haiti (Stand: April 2023).

## Flugzeug
Bei der betroffenen Maschine handelte es sich um eine Let L-410UVP-E aus tschechoslowakischer Produktion. Die L-410 hatte sich in einer Ausschreibung des Rates für gegenseitige Wirtschaftshilfe (RGW) gegen die sowjetische Berijew Be-32 durchgesetzt und kam daher bei Fluggesellschaften aus fast allen Mitgliedsländern des RGW zum Einsatz. Die Maschine trug die Werksnummer 872001 und die Modellseriennummer 20-01, sie wurde im Jahr 1987 im Werk von LET in Kunovice endmontiert. Die Maschine wurde im September 1987 an die Luftstreitkräfte der Sowjetunion erstausgeliefert, wo sie mit dem militärischen Luftfahrzeugkennzeichen 2001 in Betrieb ging, das sie auch behielt, als sie nach dem Zusammenbruch der Sowjetunion bei den Russischen Luftstreitkräften in Betrieb war. Die Maschine wurde anschließend an einen Kunden verkauft, der die Let im Juni 1994 mit dem Luftfahrzeugkennzeichen S9-TBF aus São Tomé und Príncipe zuließ. Im August 1998 wurde die Maschine mit dem US-amerikanischen Kennzeichen N888LT zugelassen, im Februar 1999 übernahm die Hartford Holding die Maschine mit dem gleichen Kennzeichen. Im März 1999 übernahm die Tropical Airways die Maschine und ließ sie mit dem haitianischen Kennzeichen HH-PRV zu. Das zweimotorige Regionalverkehrsflugzeug war mit zwei Turboprop-Triebwerken des Typs Walter M601E ausgestattet. Bis zum Zeitpunkt des Unfalls hatte die Maschine eine Gesamtbetriebsleistung von 2.982 Betriebsstunden absolviert, auf die 4.154 Starts und Landungen entfielen.

## Passagiere und Besatzung
Den Regionalflug von Cap-Haïtien nach Port-de-Paix hatten 19 Passagiere angetreten. Es befand sich eine zweiköpfige Besatzung an Bord der Maschine, bestehend aus einem Flugkapitän und einem Ersten Offizier. Auf dem Flug waren keine Flugbegleiter vorgesehen.
Der 51-jährige Flugkapitän war haitianischer Staatsbürger und in Port-au-Prince geboren. Von 1979 bis 1984 beförderte er in der Rolle des Flugkapitäns und des Ersten Offiziers Passagiere und Fracht mit Maschinen der Typen Britten-Norman BN-2 Islander und de Havilland Canada DHC-6 Twin Otter. Von 1984 bis 1991 flog er in den Funktionen des Flugkapitäns und Ersten Offiziers Maschinen der Typen Curtiss C-46 und Convair CV-440. Von Juni 1995 bis Juli 1996 war der Flugkapitän an Bord einer GAF Nomad N-24. Er flog seit Dezember 1998 für die Tropical Airways in der Rolle des Flugkapitäns der Flugzeugtypen Let L-410 und Beechcraft 1900. Er besaß Musterberechtigungen für die Flugzeugtypen Convair CV-240, Convair CV-340, Convair CV-440, Beechcraft 1900, Shorts 330, Curtiss C-46 und Let L-410. Der Flugkapitän verfügte über 8.864 Stunden Flugerfahrung, wovon er 701 Stunden im Cockpit der Let L-410 absolviert hatte.
Der 26-jährige Erste Offizier war spanischer Staatsbürger und in Tarragona geboren. Er war im Mai 2003 durch die Tropical Airways eingestellt worden. Der Erste Offizier verfügte über 500 Stunden Flugerfahrung, von denen er 275 Stunden mit der Let L-410 absolviert hatte.

## Unfallhergang
Die Maschine hob um 16:50 Uhr Ortszeit von der Startbahn 05 des Flughafens von Cap-Haïtien ab. Während des Anfangssteigflugs beobachteten die Fluglotsen, wie die vordere Frachttür sich selbsttätig öffnete. Als der Fluglotse die Besatzung über seine Beobachtung benachrichtigen wollte, bat diese per Funk um die Erlaubnis, zum Flughafen zurückzukehren, um die Frachttür zu schließen. Die Freigabe wurde erteilt und die Flugsicherung gab den Piloten die Anweisung, eine Landung mit rechtsseitigem Rückenwind auszuführen. Die Piloten leiteten eine Linkskurve ein, als sie plötzlich die Kontrolle über die Maschine verloren. Es kam zu einem Strömungsabriss, die Let stürzte zwei Kilometer südwestlich des Flughafens in ein Zuckerrohrfeld und explodierte. Dichter schwarzer Rauch stieg von der Absturzstelle auf.

## Nach dem Absturz
Anwohner und Rettungskräfte eilten zur Unfallstelle, konnten den Opfern jedoch nicht helfen. Alle 21 Insassen konnten nur noch tot aus dem ausgebrannten Wrack der Maschine geborgen werden. Die meisten von ihnen waren bis zur Unkenntlichkeit verbrannt.

## Unfalluntersuchung
Die Untersuchung des Absturzes wurde dadurch erschwert, dass die Maschine weder mit einem Cockpit Voice Recorder noch mit einem Flugdatenschreiber ausgestattet war. Die Untersuchung stützte sich auf eine Inaugenscheinnahme der Trümmer des Flugzeugs und die Sprachaufzeichnungen des Funkverkehrs mit dem Fluglotsen. Einige Komponenten konnten zur Analyse aus den Trümmern gewonnen werden. Die Propeller wurden von einer Delegation des Herstellers Avia Hamilton und der tschechischen Zivilluftfahrtbehörde geprüft. Die Ermittler stellten fest, dass sich die Propeller beim Aufprall immer noch mit einer hohen Drehzahl drehten und sich keiner von ihnen beim Aufprall in der Segelstellung befand. Die Position der Auftriebshilfen wurde ebenfalls analysiert. Die Untersuchungskommission stellte fest, dass die Klappen in die Endstellung von 42 Grad ausgefahren gewesen waren.
Der Fluglotse gab an, dass der Kapitän nach dem Auftreten des Problems mit der Laderaumtür die Maschine unter Kontrolle zu haben schien. Der Fluglotse gab an, dass das Flugzeug den Flughafen hätte erreichen können. Die Let wurde jedoch in einer viel geringeren Flughöhe geflogen, als dies bei einem herkömmlichen Anflug der Fall gewesen wäre.
Ein Testpilot des Herstellers berichtete nach Rekonstruktion des Zwischenfalls, dass an der Unfallmaschine beim Flug einer Rechtskurve in geringer Höhe die Klappen voll ausgefahren worden seien. Die Maschine sei entweder voll beladen oder überladen gewesen, was dazu geführt habe, dass die Geschwindigkeit durch die Veränderung der Konfiguration erheblich abgenommen habe. Die Ermittler konnten das Gesamtgewicht der Maschine nicht bestimmen, da das Gewicht des Flugzeugs und der verladenen Fracht nicht dokumentiert worden war. Während die Kurve geflogen wurde, könnte sich das Seitenruder in einer unkoordinierten Position befunden haben, außerdem könne sein, dass die Triebwerke in dieser Fluglage asymmetrischen Schub erzeugten. Die Kombination dieser Faktoren könnte den Luftwiderstand auf ein kritisches Maß erhöht haben, was dazu führte, dass es zum Strömungsabriss kam.
Die Akte des Kapitäns wies ihn als qualifizierten und erfahrenen Piloten aus. Er habe in den drei Monaten vor dem Unfall entsprechend einem Schichtplan gearbeitet, der sieben Arbeitstage gefolgt von sieben Ruhetagen vorsah. Im August – dem Monat, in dem sich der Unfall ereignete – sei von diesem Schichtplan abgewichen worden. Vom 9. bis zum 24. August flog der Kapitän durchgehend und war daher überarbeitet und litt möglicherweise infolgedessen unter Schlafentzug.
Als zum Unfall beitragender Faktor wurde ferner ein schlechtes Crew Resource Management und damit zusammenhängend eine mangelhafte Koordination zwischen den Besatzungsmitgliedern festgestellt.